# Hogna nigerrima
Hogna nigerrima este o specie de păianjeni din genul Hogna, familia Lycosidae. A fost descrisă pentru prima dată de Roewer, 1960.
Este endemică în Tanzania. Conform Catalogue of Life specia Hogna nigerrima nu are subspecii cunoscute.